# Astylosternus
Az Astylosternus  a kétéltűek (Amphibia) osztályába és  a békák (Anura) rendjébe, az Arthroleptidae családba tartozó nem. A nem fajai Sierra Leonéban, Elefántcsontparton, a Közép-afrikai Köztársaságban, a Kongói Demokratikus Köztársaságban és Ghánában élnek.

## Rendszerezés
A nembe az alábbi fajok tartoznak:
- Astylosternus batesi (Boulenger, 1900)
- Astylosternus diadematus Werner, 1898
- Astylosternus fallax Amiet, 1978
- Astylosternus laticephalus Rödel, Hillers, Leaché, Kouamé, Ofori-Boateng, Diaz & Sandberger, 2012
- Astylosternus laurenti Amiet, 1978
- Astylosternus montanus Amiet, 1978
- Astylosternus nganhanus Amiet, 1978
- Astylosternus occidentalis Parker, 1931
- Astylosternus perreti Amiet, 1978
- Astylosternus ranoides Amiet, 1978
- Astylosternus rheophilus Amiet, 1978
- Astylosternus schioetzi Amiet, 1978